# Barbus gestetneri
Barbus gestetneri är en fiskart som beskrevs av John Banister och Bailey, 1979. Barbus gestetneri ingår i släktet Barbus och familjen karpfiskar. IUCN kategoriserar arten globalt som otillräckligt studerad. Inga underarter finns listade.